# Baryšskij rajon
Il Baryšskij rajon (in russo Барышский район?) è un rajon dell'Oblast' di Ul'janovsk, nella Russia europea; il suo capoluogo è Baryš.